# Royaume de Tolède
1085–1833
Entités précédentes :
- Taïfa de Tolède

Entités suivantes :
- Province d'Albacete
- Province de Ciudad Real
- Province de Cuenca
- Province de Guadalajara
- Province de Madrid

Le royaume de Tolède (en espagnol : Reino de Toledo) est un royaume ou juridiction de la Couronne de Castille, fondé après la prise de Tolède lors de la Reconquista en 1085.
Son territoire recouvrait approximativement celui de l'actuelle communauté autonome de Castille-La Manche.

## Historique
En avril 1065, l'émir Al-Muqtadir de Saragosse assiégeait Barbastro, aidé par 500 chevaliers sévillans. La ville est prise en août mettant ainsi fin à la croisade du pape Alexandre II contre les Maures d'Espagne. Le gouverneur, le comte Armengol III d'Urgell est tué quelques jours plus tard,
En mai 1085, après avoir réussi à dresser les différents rois musulmans les uns contre les autres et à vaincre une coalition des taifas de Séville, Badajoz et Saragosse, Alfonso VI a pu entrer dans la ville de Tolède. Le taifa de ce dernier fut incorporé à la Castille et la ville devint la capitale de León et de Castille. Les anciennes terres de taifa sont restées soumises à une longue lutte avec ses voisins musulmans, au moins jusqu'à la bataille de Las Navas de Tolosa et les émeutes et le bain de sang contre les Juifs de Tolède (1212).
Le royaume de Tolède, dirigé par les musulmans, est devenu un royaume subordonné dirigé par les chrétiens de la couronne de Castille, ayant sa propre cour et ses propres dirigeants. Au fur et à mesure que les terres devenaient plus homogènes, au XVIIIe siècle, le territoire était dénommé Nouvelle-Castille, différenciant la zone sud de la Castille des terres nord de la Vieille Castille. L'ancien royaume de Tolède a été supprimé en 1833 et ses terres composent des portions de plusieurs provinces de l'Espagne moderne.